# Carl Hagelin
Carl Oliver Hagelin (Södertälje, 23 agosto 1988) è un hockeista su ghiaccio svedese professionista, di ruolo ala sinistra. Dalla stagione 2015-2016 gioca per i Pittsburgh Penguins, squadra dell'NHL.

## Carriera
Cresciuto nelle giovanili del Södertälje, squadra della sua città, nel 2007 si unisce alla formazione di hockey dell'Università del Michigan, di cui è il primo giocatore svedese. Nella sua ultima stagione, la 2010-2011, risultò nell'All-CCHA First Team, mentre la sua squadra perse la finale del campionato NCAA.
Nel 2007 era risultato la 168ª scelta totale al draft, affidata ai New York Rangers, che gli fecero inizialmente disputare i playoff della AHL 2010-2011 con gli affiliati dei Connecticut Whale. Nella stagione 2011-2012 Hagelin, dopo buone prestazioni in AHL, fu inserito in prima squadra, esordendo il 25 novembre 2011 nella gara vinta per 6-3 contro i Washington Capitals, in cui realizzò un assist. Il giorno dopo realizzò il suo primo gol nella lega, quando i Rangers sconfissero, per 2-0, i Philadelphia Flyers. I newyorchesi vinsero l'Atlantic Division, ma nei playoff si fermarono in finale di Conference. La sua stagione da rookie terminò con 81 gare, 14 gol e 27 assist tra regular season e playoff.
Nel lock-out della stagione 2012-2013 giocò in Svezia con il Södertälje, per poi tornare a New York in gennaio.

### Nazionale
Prese parte, con la nazionale svedese Under-20, al mondiale di categoria del 2008, in cui la sua squadra giunse in finale, venendo battuta per 3-2 in overtime dalla nazionale canadese.

## Palmarès

### Club
- Central Collegiate Hockey Association: 2

University of Michigan: 2007-2008, 2009-2010